# Luceria opiliusalis
Luceria opiliusalis là một loài bướm đêm trong họ Erebidae.